# 시코쿠 (소설)
시코쿠(死国)는 반도 마사코의 공포 소설로, 1993년에 가도카와 노벨즈에서 출판되었다. 이것을 바탕으로 1999년에 영화가 만들어졌다.

## 참고 문헌
- 반도 마사코; 권남희 옮김 (2010년 9월 20일). 《사국》. 문학동네. ISBN 9788954608589.
- 坂東眞砂子 (1997년 11월 30일). 《死国》. 角川文庫. ISBN 4041932025.